# Яблонская, Анна
А́нна Ябло́нская (псевдоним по девичьей фамилии, укр. Ганна Яблонська; в замужестве — А́нна Григо́рьевна Машу́тина, укр. Ганна Григорівна Машутіна; 20 июля 1981, Одесса — 24 января 2011, аэропорт Домодедово) — украинская поэтесса, драматург, прозаик, публицист. 

## Биография
Родилась 20 июля 1981 года в городе Одессе в семье ветеринарного врача, а затем журналиста, фельетониста Григория Эммануиловича Яблонского (род. 23 января 1939) — автора многочисленных афоризмов, начавшего печататься ещё в СССР в «Литературной газете», и издающегося до нашего времени (соавтор 32-го тома «Одесский юмор» «Антологии сатиры и юмора России XX века»).
Училась в 29-й школе Одессы (ныне 9-й лицей), со сцены актового зала которой читала свои первые стихи. Впоследствии лучшие из них стал публиковать одесский журнал «Фонтан», а в 1995 году, когда Ане было ещё 14 лет, вышел из печати и первый авторский сборник её стихов. В мае 1997 года Анна участвовала во впервые проводившемся на Украине конкурсе «Мисс Пресса». Статье, написанной сразу после конкурса, одиннадцатиклассница дала неоднозначное название «Первый прыжок» (призом был прыжок с парашютом). Стихи Яблонской печатались также в «Дерибасовской-Ришельевской» и другой одесской периодике.
Анна Яблонская погибла 24 января 2011 года в результате террористического акта в аэропорту Домодедово на 30-м году жизни. В тот день Анна должна была получить премию «Искусство кино» за пьесу «Язычники». В Москву она собиралась вылететь ещё 17 декабря, но планы нарушила нелётная погода. По свидетельствам её знакомых, за месяц до теракта Анна записала в своём дневнике фразу: «Мне кажется, у меня осталось очень мало времени…» Её подруга — украинская певица Елена Войнаровская — посвятила Анне песню-эпитафию «Оборвалось».
Была замужем за Артёмом Владимировичем Машутиным; осталась дочь.
Похоронена 28 января 2011 года на Таировском кладбище Одессы.

## Обзор творчества
Со школьных лет Анна проявила интерес к драматургии и сцене. Режиссёр театра-студии «Тур де Форс» Наталья Князева, в котором Анна выступала ещё школьницей, стала и постановщицей её пьесы «Дверь».
На апрель 2011 года планировалась постановка одного из спектаклей Анны Яблонской в театре Ройал-Корт. Приехав в связи с этим в июле 2010 года в Лондон, она посетила около 20 спектаклей в разных театрах, включая Национальный театр и Old Vic. На читке своей пьесы в Royal Court она встречалась с драматургами Марком Равенхиллом, Дэвидом Хэйром, Мартином Кримпом, а позже и с Кэрилл Чёрчилл.
В статье в английской The Guardian Наталия Антонова отметила, что Анна была очень современным драматургом; тематика многих её пьес — семейная жизнь, любовь и секс. Однако при этом она «никогда не стремилась шокировать зрителей; её тексты были изящны, феминистичны, но не открыто политичны».
Публиковалась в альманахе «Провинция» (№ 19, 2009г)
В театрах Петербурга состоялось несколько постановок её пьес. Режиссёр Антон Милочкин, поставивший «Видеокамеру» в театре на Галерной, по словам самой Анны, «окончательно примирил» её с Петербургом. Последний раз Анна была в Питере в начале декабря 2010 года, куда летала на читку «Язычников». Город на Неве стал для неё и последним из числа тех, которые она посетила в своей жизни.
Пьесе «Язычники» была присуждена премия «Искусство кино», вручение которой пришлось на день гибели Анны. За месяц до того она должна была вылететь в Москву на сдачу этой пьесы, но нелётная погода не позволила, и 17 декабря 2010 года Анна посетовала:

Это всегда так происходит. Сегодня в Москве сдача Язычников в ДОКЕ. И сегодня в Одессе (именно сегодня!) — снегопад, метель, ветер, нулевая видимость, и аэропорт закрыт.
После гибели Анны многие отметили единственную фразу, которую она записала в своём дневнике за месяц до смерти:

Мне кажется, у меня осталось очень мало времени

## Отзывы критиков
Критик Павел Руднев отметил, что Яблонская хоть и одесситка по месту жительства, «к счастью, лишена дурного одесситства в стиле письма и мировоззрении». Это помогло ей раскрыть в своей пьесе «Видеокамера» конфликт общества эпохи потребления с прозревшим человеком, внезапно выпавшим из законов этого общества — «Идеально работающая японская техника не фиксирует сочной радости жизни, тем более если этой радости в самом деле не существует». Ссылаясь на то, что большая часть её пьес ставится не на Украине, а в России, критик называет Яблонскую одной из самых важных представительниц женской линии в новой российской драме.. Эта же мысль развивается и в другой рецензии: У нас сегодня очень сильная женская ветвь современной пьесы, и это очень жёсткая, несентиментальная её часть, и Аня была вдохновителем, лидером этой ветви.
В обзоре пьес, представленных на драматургический конкурс «Евразия-2008» (Екатеринбург), было отмечено, что «Видеокамера» Яблонской — написанная белым стихом «притча об ускользающем времени» — достигает «философских высот, редко являющихся в натуралистических опытах современной пьесы», благодаря которым занимает место в ряду большинства евразийских пьес, типичной чертой которых является философская настройка, обобщение документальной реальности в более плотных, архетипических образах.

## Награды и премии
- лауреат международного драматургического конкурса «Премьера» (Международного конкурса молодых драматургов «Премьера-2005») («Монодиалоги», 2-е место в номинации «Авторская пьеса»)[19],
- лауреат Международного конкурса драматургов «Евразия-2006» («Космос», 2-е место в номинации «Пьеса на свободную тему»)[20],
- лауреат Международного конкурса драматургов «Евразия-2008» («Видеокамера» и «Выход к морю», 3-е место в номинации «Пьеса на свободную тему»),
- лауреат III международного конкурса современной драматургии «Свободный театр» (Минск, 2007—2008) — специальный приз жюри за пьесу «Видеокамера»,
- лауреат IV международного конкурса современной драматургии «Свободный театр» (Минск, 2008—2009) — приз журнала «Современная драматургия» за пьесу «Пустошь»,
- призёр фестиваля негосударственных театров «Курбалесия-2009» — приз за лучшую драматургию (пьеса «Лодочник»).
- лонг-листер премии «Дебют» в номинации «Литературная критика» (2004), драматургического конкурса «Евразия-2005» (Екатеринбург)[21].

В составе театра «Tour de Force» получила 4 Гран-при:
- 1999 — спектакль «Эдит Пиаф — иллюзия реальности», фестиваль «Рампа-99» (Украина, Днепропетровск)
- 2003 — спектакль «Музей Любви», фестиваль «Рампа-2003» (Украина, Днепропетровск)
- 2004 — спектакль «Безумный влюбленный», фестиваль «Театральная легенда» (Украина, Краматорск)
- 2004 — спектакль «Крик или в ожидании Ангела Любви», международный театральный фестиваль (Польша, Олецко).

## Драматургия, поэзия, публицистика
Анна Яблонская написала более двух десятков пьес, среди которых «Отсутствие мотивации» (трилогия, не закончена), «Видеокамера», «Консьержка», «Бермудский квадрат», «Где-то и около», «Дверь», «Дюймовочка и мотылёк», «Заброшенное радио» и др. Многие из них были поставлены на сценах Петербурга, Москвы, Одессы, Екатеринбурга. Публиковалась в альманахе «ОМК», журнале «Октябрь», в интернет-журнале молодых писателей «Пролог» и на других веб-ресурсах.

## Поставленные спектакли
По пьесе «Дверь»
Премьера спектакля состоялась 17 февраля 2007 года в Одессе. Режиссёр: Наташа Князева (Театр «Тур де Форс»).
То ли гостиничный номер, то ли чистилище… Две одинокие души, загнанные в клетку собственных иллюзий, ищут истину, а находят друг друга.
Спектакль, проникнутый чеховской глубиной в окружении современного антуража. Шелуха злободневности, под которой скрываются извечные вопросы. Героини спектакля нашли один-единственный верный ответ на них. Найдёт ли его зритель?
По пьесе «Язычники»
Премьера в марте 2012 года в Москве. Театр.doc. Режиссёр Валерия Суркова.
Премьера 15 декабря 2012 года в Москве. Театр Ермоловой. Режиссёр Евгений Каменькович.
Спектакль «Четвёртый закон Ньютона, или монологи бессознательного».
Премьера — 23—24 ноября 2012 года в Одессе. Режиссёр: Наташа Князева (театр «Тур де Форс»). Спектакль-вызов, спектакль-эксперимент.
«Четвёртый закон Ньютона» — пьеса, построенная вокруг судеб, страхов, любви и боли «одиноко живущих соседей». Пространство на сцене, где физические законы уже не действуют, а законы любви ещё не проявлены. Ведь когда тела инертны, только души могут взаимодействовать.
Монологи в тишине. Голоса, которые, хотя бы раз в жизни, звучали в глубине нашего сознания. Слова, которые мы знаем, но не решаемся произнести вслух, это так больно и так страшно. Каждый герой пьесы прячется в своей маленькой комнатке огромной коммунальной квартиры, в которой гадят коты, пьют и ругаются соседи, воет собака и только тёмный коридор, заполненный всяким хламом, связывает всех и вся. Тёмный коридор, который есть в душе каждого! Кто не побоится зажечь в нём хотя бы тусклую лампочку и вытащить на свет хоть что-нибудь, что так тщательно скрывалось за горами запретов, лжи и самооправдания? Разрушьте старые физические законы. Проведите свой эксперимент:
1. Не молчите, когда хочется кричать;
2. Не смейтесь, когда хочется плакать;
3. Не лгите, когда хочется говорить правду;
4. Не разделяйте Любовь, а помножьте её… на что угодно…

и получите Силу, с которой никто на свете не справится! Откройте для себя «Четвертый закон Ньютона»
По пьесе «Пустошь»
Премьера — 23 января 2013 г. в Улан-Удэ. Режиссёр : Анатолий Баскаков
По пьесе «Мама, я и мёртвая ворона»
Премьера — 5 марта 2013 г. в Абакане. Русский Республиканский Драматический театр им. М. Ю. Лермонтова. Режиссёр: Владимир Гордеев, художник-постановщик: Олег Абрамов, художник по костюмам: Нелли Подрешетникова
По драме «Утюги»
Премьера — 27 сентября 2014 г. в Ульяновске. Ульяновский драматический театр имени И. А. Гончарова. Режиссёр: Александр Лебедев, художник: Павел Клементьев. http://www.uldramteatr.ru/media/archive_news/?ID=3207
Премьера — 16 января 2016 г. в Павлограде. Павлоградский драматический театр имени Б. Е. Захавы. Постановщик и сценограф — засл. деят. иск. Украины А. А. Рева.
По пьесе «Где-то и около»
Премьера — 15 января 2022 г. в Москве. Новый Арт-театр. Постановщик и сценограф: Иван Косичкин.

## Экранизации
«Язычники» — фильм 2018 г. реж. Валерия Суркова

## Память
2 сентября 2021 года, во время празднования 227-й годовщины со дня основания Одессы на Аллее звезд в память об Анне Яблонской был открыт памятный знак.